# Saint-Arnoult-des-Bois
Saint-Arnoult-des-Bois és un municipi francès, situat al departament de l'Eure i Loir i a la regió de Centre – Vall del Loira. L'any 2007 tenia 836 habitants.

## Demografia

### Població
El 2007 la població de fet de Saint-Arnoult-des-Bois era de 836 persones. Hi havia 290 famílies, de les quals 55 eren unipersonals (16 homes vivint sols i 39 dones vivint soles), 90 parelles sense fills, 129 parelles amb fills i 16 famílies monoparentals amb fills.
La població ha evolucionat segons el següent gràfic:
Habitants censats

### Habitatges
El 2007 hi havia 353 habitatges, 305 eren l'habitatge principal de la família, 32 eren segones residències i 16 estaven desocupats. 352 eren cases i 1 era un apartament. Dels 305 habitatges principals, 275 estaven ocupats pels seus propietaris, 24 estaven llogats i ocupats pels llogaters i 6 estaven cedits a títol gratuït; 2 tenien una cambra, 15 en tenien dues, 47 en tenien tres, 75 en tenien quatre i 167 en tenien cinc o més. 251 habitatges disposaven pel capbaix d'una plaça de pàrquing. A 105 habitatges hi havia un automòbil i a 187 n'hi havia dos o més.

### Piràmide de població
La piràmide de població per edats i sexe el 2009 era:
| Homes | Edats   | Dones |
| ----- | ------- | ----- |
| 0     | 95 o +  | 0     |
| 0     | 90 a 94 | 0     |
| 0     | 85 a 89 | 0     |
| 8     | 80 a 84 | 0     |
| 0     | 75 a 79 | 8     |
| 8     | 70 a 74 | 24    |
| 8     | 65 a 69 | 16    |
| 24    | 60 a 64 | 0     |
| 12    | 55 a 59 | 12    |
| 36    | 50 a 54 | 24    |
| 24    | 45 a 49 | 40    |
| 28    | 40 a 44 | 24    |
| 36    | 35 a 39 | 20    |
| 20    | 30 a 34 | 32    |
| 12    | 25 a 29 | 8     |
| 20    | 20 a 24 | 12    |
| 16    | 15 a 19 | 44    |
| 32    | 10 a 14 | 44    |
| 12    | 5 a 9   | 28    |
| 16    | 0 a 4   | 8     |

## Economia
El 2007 la població en edat de treballar era de 555 persones, 442 eren actives i 113 eren inactives. De les 442 persones actives 427 estaven ocupades (219 homes i 208 dones) i 16 estaven aturades (6 homes i 10 dones). De les 113 persones inactives 50 estaven jubilades, 33 estaven estudiant i 30 estaven classificades com a «altres inactius».

### Ingressos
El 2009 a Saint-Arnoult-des-Bois hi havia 324 unitats fiscals que integraven 901 persones, la mediana anual d'ingressos fiscals per persona era de 20.410 €.

### Activitats econòmiques
Dels 15 establiments que hi havia el 2007, 1 era d'una empresa extractiva, 7 d'empreses de construcció, 3 d'empreses de comerç i reparació d'automòbils, 1 d'una empresa de transport, 1 d'una empresa d'hostatgeria i restauració, 1 d'una empresa de serveis i 1 d'una empresa classificada com a «altres activitats de serveis».
Dels 9 establiments de servei als particulars que hi havia el 2009, 2 eren paletes, 1 guixaire pintor, 1 fusteria, 3 lampisteries, 1 perruqueria i 1 restaurant.
L'any 2000 a Saint-Arnoult-des-Bois hi havia 21 explotacions agrícoles que ocupaven un total de 1.728 hectàrees.

## Equipaments sanitaris i escolars
El 2009 hi havia una escola elemental.

## Poblacions més properes
El següent diagrama mostra les poblacions més properes.